# 耶特·布洛梅
耶特·布洛梅（瑞典語：Gert Blomé，1934年8月28日—2021年1月27日），瑞典男子冰球运动员。他曾代表瑞典国家队参加1960年和1964年冬季奥林匹克运动会冰球比赛，其中1964年冬季奥运会获得银牌。